# Mars dans la fiction
Pour un article plus général, voir Mars.

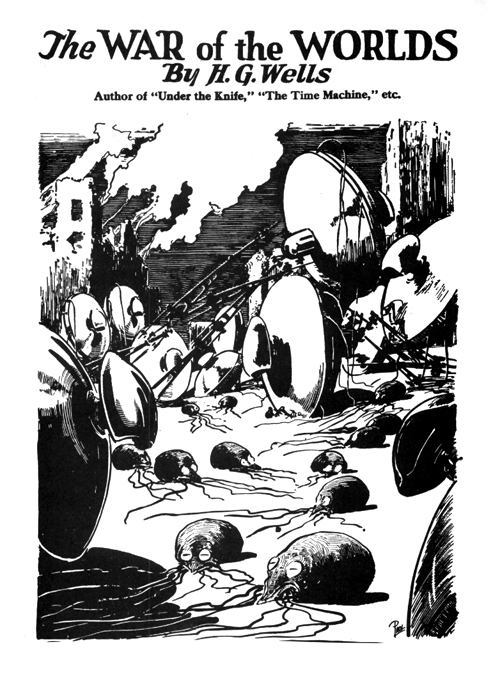
Couverture de La Guerre des mondes, roman de H. G. Wells, 1898.

Mars est le sujet de nombreuses fictions. Elle inspire depuis longtemps les auteurs de science-fiction.
Même avec les techniques modernes de conquête de l'espace, le filon est encore largement exploité. Cependant, le sens de la fiction a changé. Autrefois, Mars était représentée peuplée par des organismes et des êtres vivants, les Martiens (qui ont été représentés sous diverses formes, d'abord verts, puis gris).
Depuis les années 1990, elle est plutôt considérée comme une future terre d'accueil, prête à être terraformée puis colonisée par l'Homme. Une sorte de nouvel Éden.

## Romans mettant en scène Mars ou des Martiens
Le survol par Mariner 4 les 14 et 15 juillet 1965 et les photographies prises modifient complètement la vision de Mars en fiction. Notamment la thèse des canaux martiens de Giovanni Schiaparelli qui est définitivement invalidée.

### Avant 1965

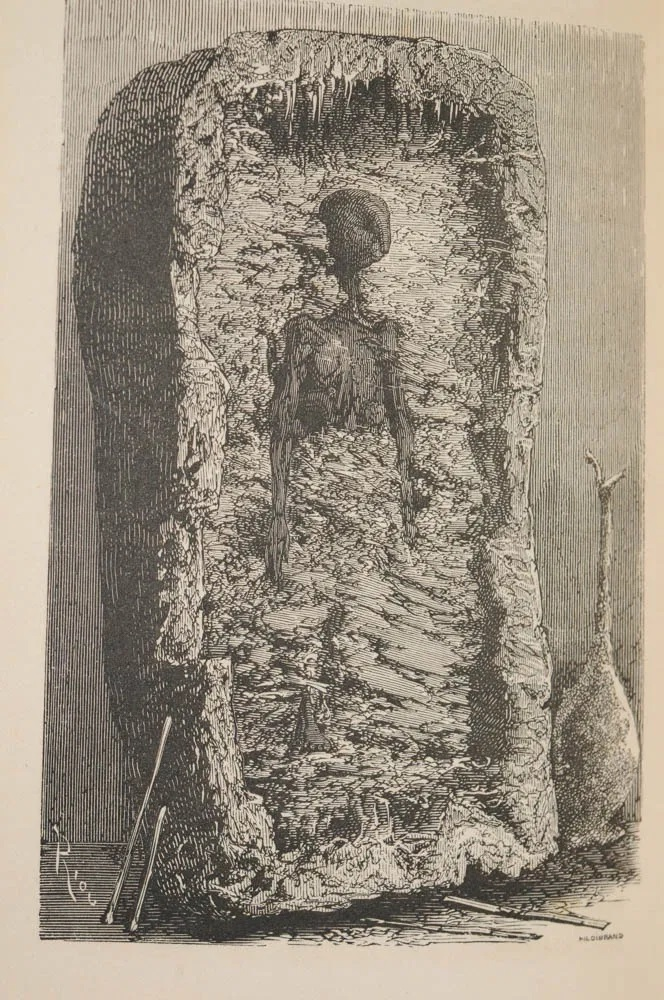
La momie martienne du roman de Henri de Parville, Un habitant de la planète Mars (1865). Illustration d'Édouard Riou.

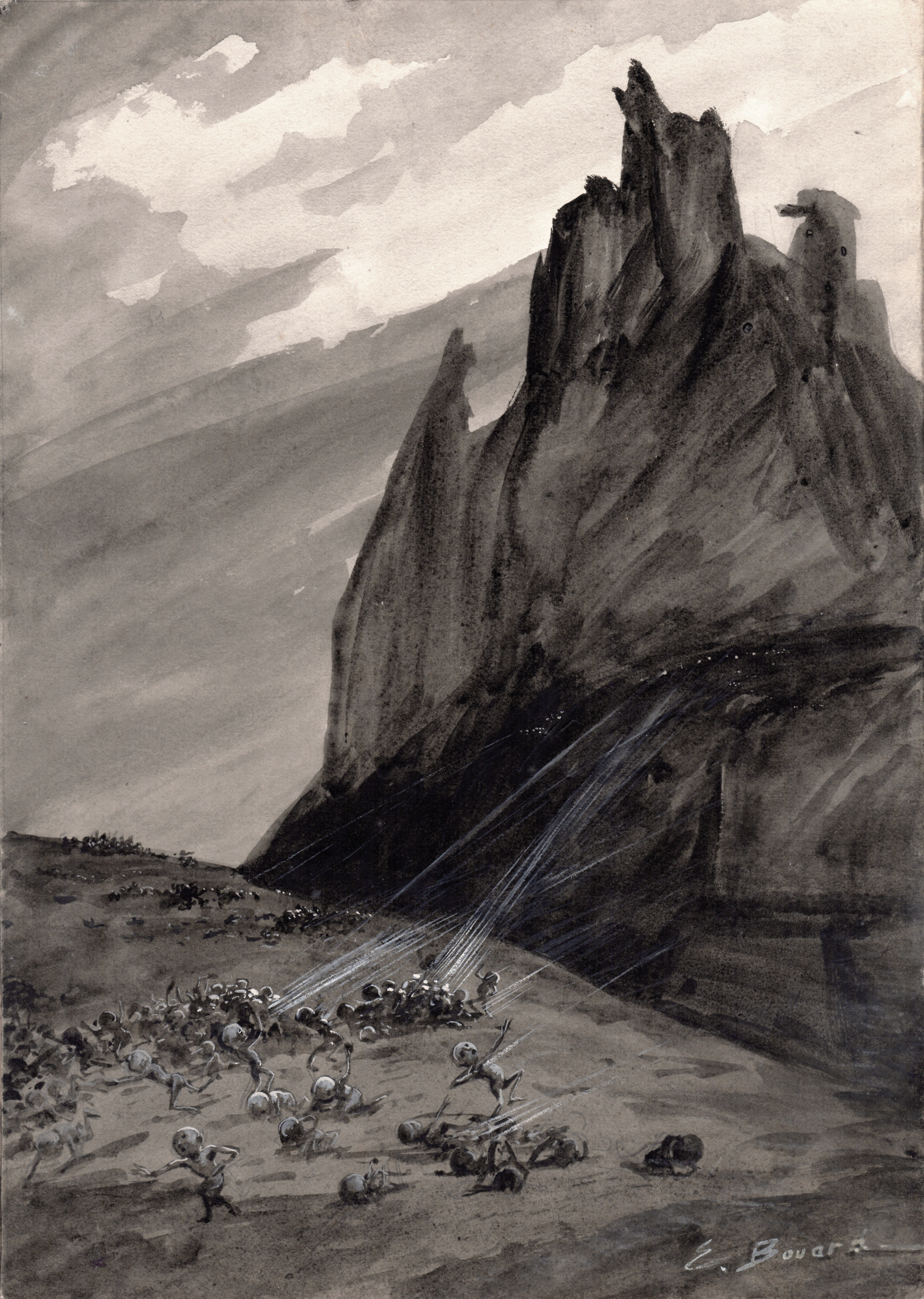
Illustration d'Ernest Auguste Bouard pour le roman d'Arnould Galopin, Le Docteur Oméga : aventures fantastiques de trois Français dans la planète Mars (1906), ill. d'Ernest Bouard.

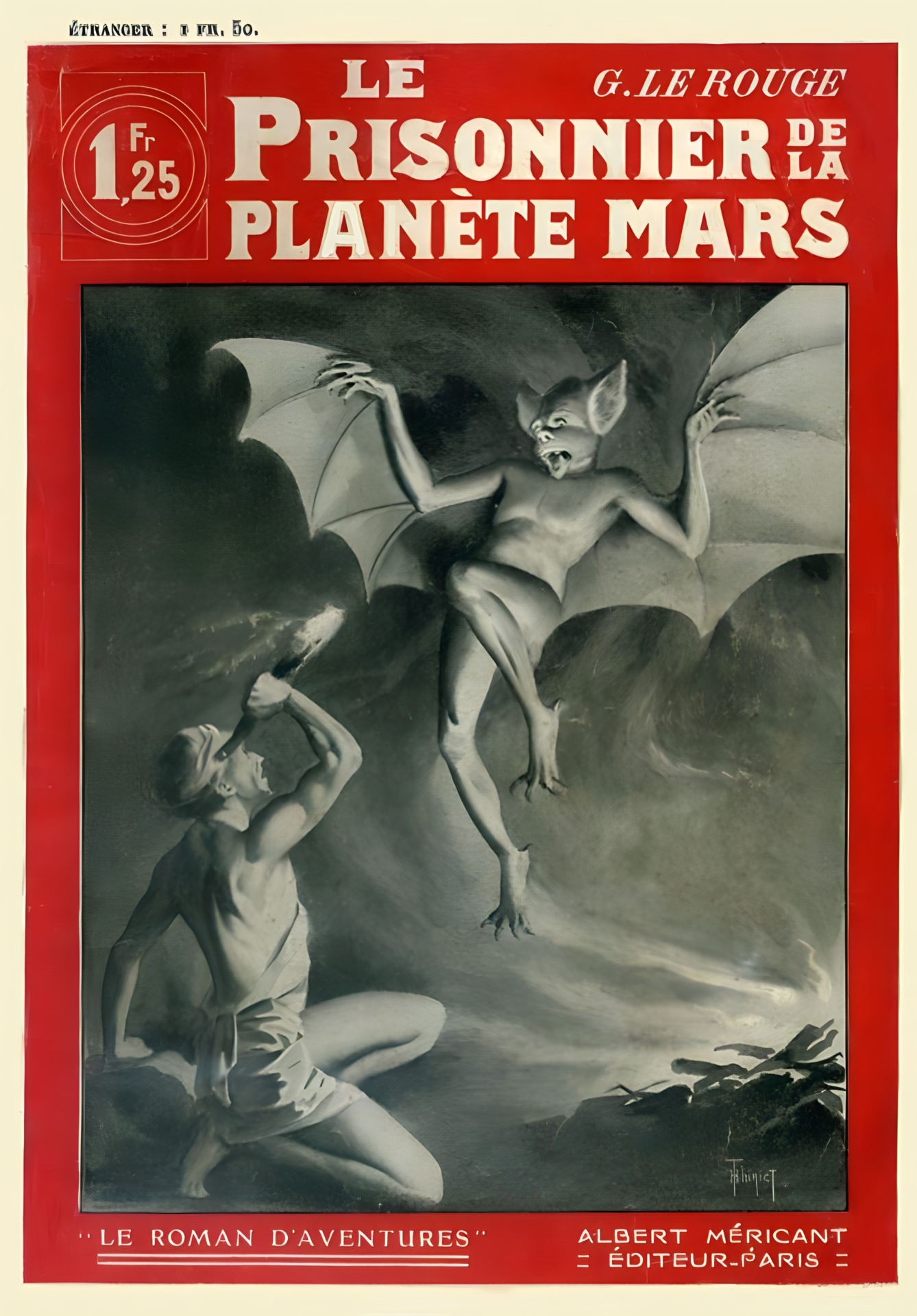
Le Prisonnier de la planète Mars (1908) de Gustave Le Rouge, couverture illustrée par Henri Thiriet.

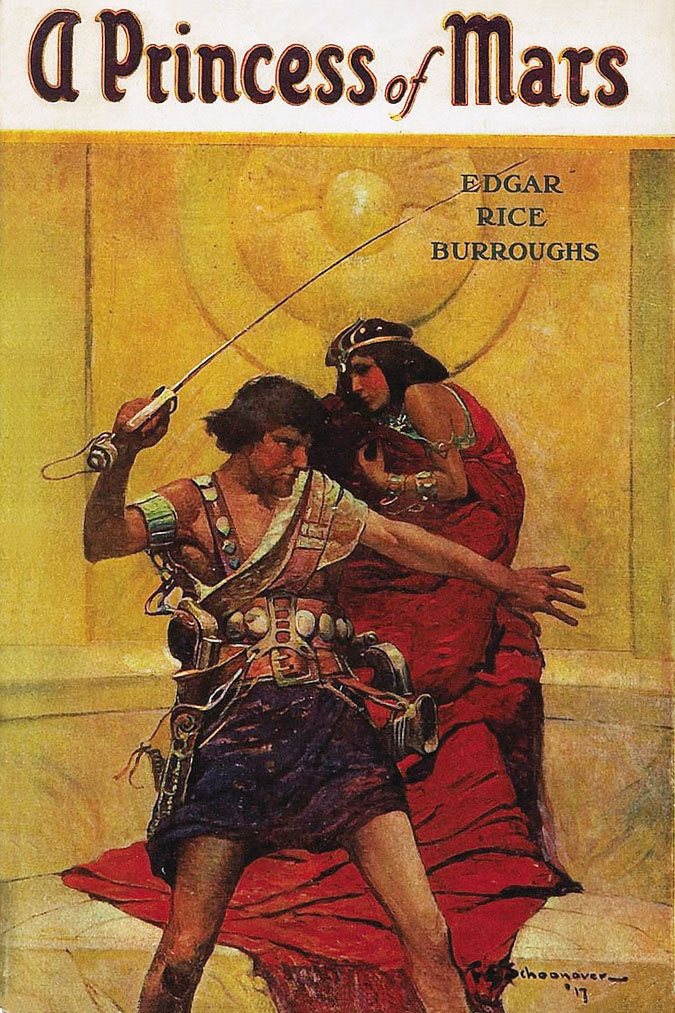
John Carter et Dejah Thoris en couverture de La Princesse de Mars (1917), un des récits du cycle de Mars d'Edgar Rice Burroughs.

- Anthologie, La Tête dans les étoiles…, Bibliogs, 2017. Préface de Clément Hummel. Recueil de textes parus entre 1872 et 1939.
- Anthologie, Allo ! La Planète Mars, s.v.p. ?, Bibliogs, 2016. Préface de Robert Darvel. Recueil de textes parus entre 1884 et 1939.
- L’Homme de Mars, 1889, Guy de Maupassant (texte de L’Homme de Mars sur Wikisource)
- La Communication interplanétaire, 1896, J.-H. Rosny. Réédité en 2015[1]
- La Guerre des mondes (The War of the Worlds), 1898, de Herbert George Wells (texte de La Guerre des mondes sur Wikisource)
- Le Docteur Oméga : aventures fantastiques de trois Français dans la planète Mars (1906), Arnould Galopin. Un savant accompagné de jeunes enfants visite Mars et sa faune (reptiles, gnomes, etc.).
- Le Prisonnier de la planète Mars (1908) de Gustave Le Rouge. Robert Darvel est envoyé sur la planète Mars grâce à l'énergie télépathique de milliers de fakirs rassemblés dans un monastère en Inde.
- Les Robinsons de la planète Mars (1908) de Henri Gayar. Le savant Serge Myrandhal et sa fiancée explorent la planète Mars et font la rencontre d'une race martienne, les Houâs.
- Le Mystère des XV, 1911, de Jean de La Hire. Le Nyctalope (héros récurrent de de La Hire) aide un groupe de quinze scientifiques terriens à établir une colonie permanente sur Mars.
- Uranie, 1912, de Camille Flammarion.
- Le cycle de Mars (ou cycle de John Carter), de 1912 à 1964, d'Edgar Rice Burroughs
- Aelita, 1923, une nouvelle d'Alexis Tolstoï
- Les Navigateurs de l'infini, 1925, J.-H. Rosny aîné
- Au-delà de la planète silencieuse (Out of the Silent Planet), 1938, C. S. Lewis
- Chroniques martiennes (The Martian Chronicles), 1950, de Ray Bradbury
- Le Livre de Mars de Leigh Brackett rédigé entre 1953 et 1967
- La Planète rouge (Red Planet), 1949, traduction 1951, Robert A. Heinlein.
- Les sables de Mars (Sands of Mars), 1951, Arthur C. Clarke
- Planète à gogos (The Space Merchants), 1953, de Frederik Pohl et Cyril M. Kornbluth
- La Voie martienne (The Martian Way and Other Stories), 1955, Isaac Asimov
- Martiens, Go Home!, 1955, de Fredric Brown.
- En terre étrangère (Stranger in a Strange Land), 1961, traduction 1962, Robert A. Heinlein.
- Podkayne, fille de Mars (Podkayne of Mars), 1963, Robert A. Heinlein.
- D.A.S., série écrite par K.H. Scheer, éditée en français à partir de 1977

### Après 1965
- La Machine à explorer l'espace 1976 (The Space Machine) de Christopher Priest J'ai lu, 1976 et Éditions Denoël (Folio SF), 2001.
- Glissement de temps sur Mars, Philip K. Dick, Robert Laffont, 1981.
- Desolation Road, Ian McDonald, 1988 ; Mars n'est jamais nommée, la planète étant appelée Arès, désert rouge géant, où les années sont à peu près le double des années terrestres.
- Voyage (Tomes I et II), 1996, de Stephen Baxter[2]
- Mars, 1992, suivi de Retour sur Mars, 1999, de Ben Bova
- La Trilogie de Mars : Mars la rouge (Red Mars, 1992), Mars la verte (Green Mars, 1993), Mars la bleue (Blue Mars, 1996), de Kim Stanley Robinson ainsi que le recueil de nouvelles Les Martiens, 1999, et Les Menhirs de glace, 1984.
- Les Enfants de Mars, 1999, de Gregory Benford
- L'Envol de Mars (Moving Mars), Greg Bear, 1993
- Objectif : Mars 2005, Pierre Barbet, Fleuve Noir, 1997.
- Sable rouge, Paul J. McAuley, Flammarion, 2000.
- Mars blanche, Brian Aldiss/Roger Penrose, A.-M. Métailié, 2001.
- Mars Heretica, Claire Belmas/Robert Belmas, Imaginaires Sans Frontières, 2002.
- Ilium, 2003 et Olympos, 2005, de Dan Simmons
- Le Projet Mars, Andreas Eschbach, 2004[3].
- De l'espace et du temps (Understanding Space and Time), Alastair Reynolds, 2005.
- Les Tours bleues, Andreas Eschbach, 2006[4].
- Sur Mars - récit de voyage, Arnauld Pontier, Éditions Nicolas Chaudun, 2009.
- Seul sur Mars, Andy Weir, 2011.
- Rétrograde, Peter Cawdon, 2017, Denoël[5], 2018.

## Bandes dessinées mettant en scène Mars ou des Martiens
Un des martiens les plus connus est le Looney Tunes Marvin le Martien.
- Le Lièvre de Mars  de Patrick Cothias
- Géographie Martienne de Diego Garcia
- Nash  de Damour et Jean-Pierre Pécau
- Aménophis IV, de Dieter et Étienne Le Roux
- Le Complexe du Chimpanzé, de Richard Marazano et Jean-Michel Ponzio

### Comics
- Amazing Fantasy n°15 Stan Lee & Steve Ditko[6].
- I was the last Martian! (My Greatest Adventure n°20) mars avril 1958 ill. Jim Mooney[6].
- Dinner Time on Deimos! (Where Monsters Dwell 10) juillet 1971 Stan Lee et Larry Lieber[6].
- The Martians Journey into Unknown Worlds 38[6].
- The Enchanted Village, d'après la nouvelle d'A.E. Van Vogt, adaptation de Don et Maggie Thompson, dessin de Dick Giordano[7].

### Manga
- Dans le manga Gunnm, l'héroïne semble venir de Mars bien qu'elle ait perdu la mémoire, et pratique le Panzerkunst, art martial martien.
- Raya Hino alias Sailor Mars est un des protagonistes du manga/anime Sailor Moon. Elle était dans une autre vie la princesse de la planète Mars.
- Dans le manga Negima!, le Mundus Magicus  est un monde onirique utilisant la planète Mars comme catalyseur. Il en résulte une forte ressemblance géographique, le monde magique étant à l'image d'une planète Mars terraformée. Le personnage Chao Linshen, une voyageuse temporelle, vient d'un futur où le monde magique s'est écroulé, forçant les quelques humains réels de ce monde à survivre sur Mars.
- Dans le manga Saint Seiya Omega, Mars est personnifié par un dieu nommé Mars issu de la Terre et dont le but est de voler toute l'énergie thermique et physique de la Terre afin de ressusciter Mars et d'en faire un paradis céleste.
- Aqua et Aria sont une série de manga et d'adaptations animées mettant en scène la vie quotidienne d'une jeune gondolière de Neo-Venezia, sur une Mars terraformée et habitée au XXIVe siècle.

## Films mettant en scène Mars ou des Martiens

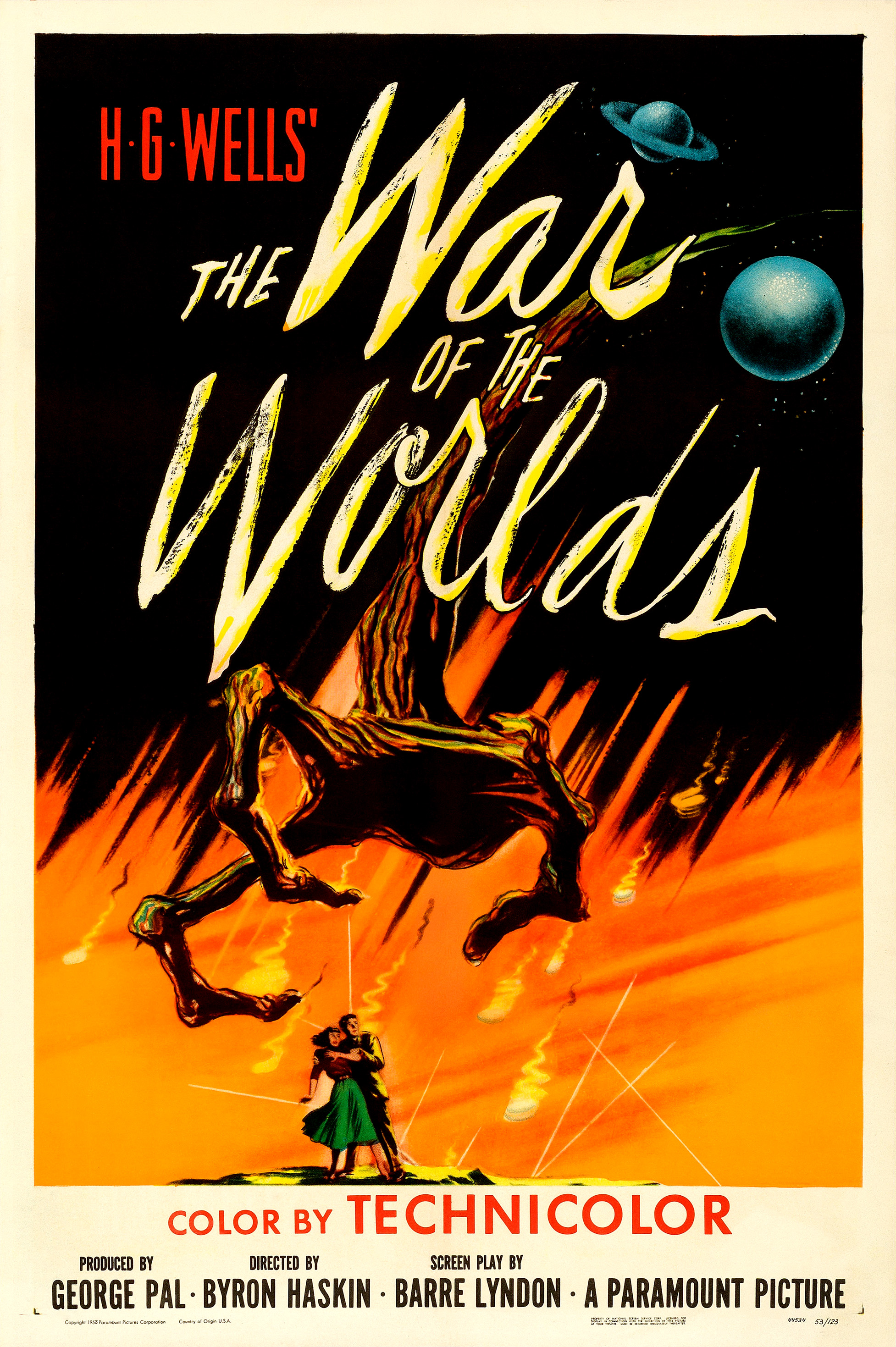
Affiche de La Guerre des mondes (1953), adaptation cinématographique du roman de H. G. Wells.

- Aelita un film muet d'Yakov Protazanov (1924) basé sur la nouvelle du même nom
- Flash Gordon - The Deadly Ray from Mars (1938)
- Flash Gordon - Mars Attacks the World (1938)
- La Guerre des mondes, War of the Worlds (1953), réalisé par Byron Haskin d'après le roman de Herbert George Wells
- Les Envahisseurs de la planète rouge (Invaders from Mars) (1953), réalisé par William Cameron Menzies
- Robinson Crusoe on Mars (1964), réalisé par Byron Haskin
- Mars Needs Women (1967), réalisé par Larry Buchanan
- Capricorn One (1978), réalisé par Peter Hyams
- The Martian Chronicles (1979), d'après le roman de Ray Bradbury
- Total Recall (1990), réalisé par Paul Verhoeven d'après une nouvelle de Philip K. Dick
- Martians Go Home (1990), d'après le livre de Fredric Brown
- Mars Attacks! (1996), réalisé par Tim Burton
- Mission to Mars (2000), réalisé par Brian De Palma
- Planète rouge (2000), réalisé par Antony Hoffman
- Ghosts of Mars (2001), réalisé par John Carpenter
- Doom (2005), réalisé par Andrzej Bartkowiak
- John Carter (2012), réalisé par Andrew Stanton, d'après l'œuvre d'Edgar Rice Burroughs
- The Last Days on Mars (2013) réalisé par Ruairí Robinson.
- Seul sur Mars (2015) réalisé par Ridley Scott.

## Séries télévisées mettant en scène Mars ou des Martiens
- Mars (2016 - 2018), docufiction du National Geographic réalisé par Ron Howard
- Missions (2017)
- The First (2018) créée par Beau Willimon
- Mars est le lieu d'action principal de l'anime Cowboy Bebop ; le film Cowboy Bebop : Tengoku No Tobira se déroule entièrement sur Mars pendant Halloween
- Mars apparaît plusieurs fois dans la série télévisée Futurama qui se déroule en 3000 :
  - dans l’épisode L’Université Martienne de la saison 2 se déroule en majeure partie sur la planète rouge,
  - dans l’épisode Les buggalos en vadrouille de la saison 4, on apprend que l’hémisphère ouest de la planète est la propriété des Wong et on voit l’Université Martienne se faire détruire
- Le Dixième Docteur se rend sur la planète Mars le temps d'un épisode spécial de la série Doctor Who. Il s'agit de La Conquête de Mars. Plus tard le Douzième Docteur y retournera dans l'épisode 9 de la saison 10, L'Impératrice de Mars.
- Dans Star Trek, les chantiers navals spatiaux d'«Utopia Planitia» orbitent autour de Mars. De même, plusieurs épisodes de Star Trek : Enterprise traitent spécifiquement de la base martienne (saison 4 épisodes 20 et 21 particulièrement, L'Enfant, Terra Prime).
- Dans The Expanse, Mars est une république indépendante, caractérisée par une flotte puissante et plus avancée que ses rivales terrienne et ceinturienne, et un corps des marines martien qui est le mieux entraîné du système solaire.

## Jeux mettant en scène Mars ou des Martiens

### Jeux vidéo
- Les jeux vidéo Doom et Doom 3 dont l'histoire se passe exclusivement sur Mars et ses satellites, au sein des installations de l'Union Aerospace Corporation.
- Dans l'univers de Mass Effect, l'Humanité découvre sur la planète Mars les ruines d'un avant-poste d'une civilisation éteinte, les Prothéens ; grâce à la technologie et aux matériaux que recèlent l'avant-poste, les humains parviennent à atteindre des vitesses supraluminiques et à parcourir la galaxie.
- La série des Red Faction, des jeux vidéo plaçant le joueur dans la peau de révolutionnaires martiens luttant pour leur liberté face à des organisations, commerciales ou gouvernementales, tyranniques et malfaisantes.

### Jeux de société
- Dans le jeu Warhammer 40,000, Mars est un monde forge où est basé l'Adeptus Mechanicus.
- Mission : Red Planet de Bruno Cathala et Bruno Faidutti (Asmodée, 2005)
- Terraforming Mars de Jacob Fryxelius (FryxGames, 2016)
- First Martians : Adventures on the Red Planet d'Ignacy Trzewiczek (Portal Games, 2017)
- On Mars de Vital Lacerda (Eagle-Gryphon Games, 2019)

## Autres médias mettant en scène Mars ou des Martiens
- La chanson Life on Mars? de David Bowie,
- Mars, dessin animé de William Nolan et Walter Lantz sorti en 1930.